# Чингријина генеалогија
Чингријина генеалогија Антунина је попис чланова најутицајније групе дубровачких грађанских породица, који обухвата раздобље од чак три века.
Готово сви подаци из ове генеалогије, могу се пронаћи и у осталој грађи Дубровачког архива (грађа: дубровачке канцеларије и нотаријата).

## Генеза генеалогија
У генеалошкој анализи родова, који су припадали братовштинама Св. Антуна (Антунини), те из ње нешто касније настале Св. Лазара (Лазарини), тј. у приказу њихове ендогамијске политике, могу се користити бројни, релативно поуздани и добро систематизирани подаци, које пружају преписи (18. и 19. век) старих дубровачких генеалогија.
Један од аутора, који је највише допринео допуњавању старих родословља, био је Кристо Влајки (16??-1728), члан братовштине Антунина, који је допунио старе и саставио велики број нових генеалогија угледних дубровачких грађана (Антунина).
Данашњи, најпознатији препис тих генеалогија, познат је као „Чингријина геналогија Антунина“, јер је дубровачки градоначелник (начелник) Петар-Перо М. Чингрија (1837-1921) био њихов последњи власник, пре преузимања истих од стране Дубровачког архива.
Током 16. и 17. века, припадници најпрестижније лаичке братовштина „Антунина“, почињу користити и породичне грбове, којима су истицали свој статус, а део ових грбова дубровачких грађана (Антунина и Лазарина), може се и данас наћи у рукописној заоставштини познате штампарске породице Martecchini.